# Пейн, Джон (актёр)
Джон Пейн (англ. John Payne) (имя при рождении — Джон Говард Пейн, англ. John Howard Payne) (23 мая 1912 года — 6 декабря 1989 года) — американский актёр кино, театра и телевидения, более всего известный своими ролями в музыкальных фильмах 1940-х годов и в фильмах нуар 1950-х годов.
Пейн стал звездой в конце 1930-х годов благодаря мюзиклам студии 20th Century Fox, таким как «Тин Пэн элли» (1940), «Серенада Солнечной долины» (1941), «Весна в Скалистых горах» (1942) и «Привет, Фриско, привет» (1943). Самым популярным и самым любимым фильмом самого Пейна стала рождественская сказка «Чудо на 34-й улице» (1947). Во второй половине 1940-х годов Пейн резко сменил актёрское амплуа, перейдя на роли жёстких и крутых героев в экшн-фильмах и триллерах, в чём также добился немалого успеха. Среди его лучших работ на этом этапе карьеры — роли в драме «Остриё бритвы» (1946), фильмах нуар «Тайны Канзас-сити» (1952), «Ривер-стрит, 99» (1953) и «Оттенок алого» (1956), а также в вестерне «Серебряная жила» (1954).

## Биография

### Ранние годы жизни
Джон Пейн родился 23 мая 1912 года в Роаноке (штат Виргиния), вторым из троих сыновей в семье успешного бизнесмена Джорджа Вашингтона Пейна и бывшей оперной певицы Айды Хоуп Шеффер, которая когда-то исполняла небольшие партии в «Метрополитен-опера». Он был прямым потомком известного композитора Джона Говарда Пейна (1791—1852), написавшего классическую песню времён Гражданской войны «Home, Sweet Home». Отец Пейна был магнатом в сфере недвижимости и строительства, что обеспечивало семье высокий уровень жизни — в начале 1920-х годов семья переехала в собственную усадьбу в Сейлеме (Виргиния). Позднее юный Джон учился в школе при престижной Академии Мерсерсбург в Пенсильвании. Обладая природным певческим талантом, он с ранних лет занимался музыкой.
После биржевого краха 1929 года жизнь Пейна резко изменилась — его отец потерял почти все деньги и умер год спустя от апоплексического удара. Джон, который в то время был студентом Колледжа Роанок в Сэйлеме, был вынужден приостановить учёбу, чтобы помочь семье. Чтобы свести концы с концами, он брался за любое дело, в том числе работал сиделкой и певцом на местных радиостанциях. Однако уже в 1930 году 18-летний Пейн поступил в Пулитцеровскую школу журналистики при Колумбийском университете и одновременно начал писать рассказы для популярных изданий. Он также продолжил занятия вокалом в престижной нью-йоркской Джульярдской школе. В этот период он зарабатывал на жизнь и учёбу как боксёр, а позднее как профессиональный борец под именем «Алексей Петрофф, дикарь из степей» (англ. Alexei Petroff, the Savage of the Steppes), а также работал певцом на радио .
В 1934 году на Пейна обратила внимание крупнейшая нью-йоркская театральная организация братьев Шуберт, включив его в одну из своих гастролирующих трупп . Год спустя 23-летний Пейн получил работу в популярном бродвейском мюзикле «Дома за границей». Эта роль стала прорывом для молодого Пейна. На него обратил внимание голливудский кинопродюсер Сэм Голдвин, который подписал с ним контракт и дал ему небольшую роль в драме «Додсворт» (1936) .

### Кинокарьера в Голливуде в 1936—1940 годы
Пейн дебютировал на экране в 1936 году в психологической драме Уильяма Уайлера «Додсворт», которая рассказывала о кризисе в супружеских отношениях отставного автомобильного магната (Уолтер Хьюстон) и его жены (Рут Чаттертон). Небольшая роль зятя автомобильного магната стала единственным появлением Пейна на экране в течение года, после чего контракт с ним был разорван.
Став свободным актёром, Пейн в 1937 году исполнил роль пресс-агента, который заводит роман с главной героиней (Мэй Кларк) в мюзикле «Снимите шляпы». Современный критик Карен Хэннсберри оценила фильм как «назапоминающийся». Затем в том же году в паре со Стеллой Адлер Пейн сыграл в эксцентрической комедии «Любовь на тосте» (1937) студии Paramount Pictures. После этого студия дала актёру заметную роль в музыкальной комедии «Школа свинга» (1938) с участием Боба Хоупа, однако Пейна не удовлетворял уровень его фильмов на Paramount, и в итоге он ушёл на Warner Bros. Ему сразу же дали первоначально предназначавшуюся Дику Пауэллу роль руководителя оркестра в мюзикле Басби Беркли «Лунный сад» (1938), где Пейн спел несколько песен. Мюзикл имел определённый успех, и актёр, казалось бы, нашёл свой путь. Но после четырёх следующих картин — лучшей среди которых, по словам Хэннсберри, была «умеренно увлекательная музыкальная комедия» 1939 года «Кид Найтингейл» с Джейн Уаймен — Пейн снова ушёл, на этот раз подписав контракт со студией 20th Century Fox .

### Карьера на студии 20th Century Fox в 1940—1947 годы
После подписания контракта со студией 20th Century Fox в 1940 году дела Пейна пошли в гору. В первый же год работы он сыграл в шести фильмах, первым среди которых была музыкальная мелодрама «Тин Пэн элли», где его партнёршами были звёзды Элис Фэй и Бетти Грейбл. Затем последовали комедии «Звёздная пыль», которая стала дебютом юной Линды Дарнелл, и «Выдающийся профиль» с Джоном Бэрримором в роли напившегося театрального актёра, который практически срывает спектакль.

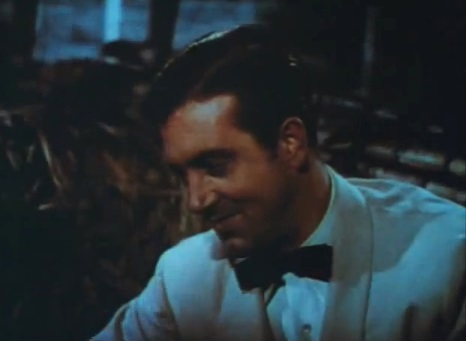
Джон Пейн в фильме «Уик-энд в Гаване» (1941)

Красивый и высокий Пейн естественным образом подходил для поверхностных мюзиклов и легковесных комедий, которые составляли основу каталога Fox, и начиная с 1941 года он был постоянно загружен работой, при этом все его роли включали вокальные номера. В музыкальной комедии 1941 года «Уик-энд в Гаване», крупнобюджетной цветной постановке в системе «Текниколор», он играл вместе с Элис Фэй и Кармен Мирандой. Затем он исполнил главные роли в таких кассовых хитах, как романтическая комедия «Серенада Солнечной долины» (1941) с музыкой Гленна Миллера и популярной фигуристкой Соней Хени в главной роли и военная мелодрама с Клодетт Кольбер «Помни тот день» (1941), которую Хэннсберри назвала «первоклассной душещипательной историей», а сам Пейн — своим любимым фильмом. Последняя картина создала Пейну имя как драматическому актёру, способному на интересные и содержательные роли. Год спустя он сыграл ещё в одной военной мелодраме «К берегам Триполи», где его молодой герой проходит суровую школу военной подготовки в ВМФ и борется с сержантом-инструктором (Рэндольф Скотт) за сердце военной медсестры (Морин О’Хара). Продолжая работу в жанре музыкальной комедии, Пейн сыграл в паре с Бетти Грейбл в «Весне в Скалистых горах» (1942), богатой музыкальной феерии, снятой в системе Technicolor, за которой в тот же год последовали «Серенада в огнях рампы» (снова с Грейбл) и «Исландия» (с Хени) . Пейн также сыграл в богатом историческом мюзикле «Привет, Фриско, привет» (вышел на экраны в 1943 году), в котором Фэй спела оскароносную песню «You’ll Never Know».
Но в конце 1942 года Вторая мировая война прервала серию кинохитов Пейна — он пошёл служить в армию. Пейн был отправлен на курс военных лётчиков в Лонг-Бич, (Калифорния) и прослужил в войсках ВВС до своей демобилизации два года спустя.
Вернувшись к гражданской жизни, он продолжил исполнять роли молодых людей, но на этот раз не только в мюзиклах. Он сыграл с Грейбл и Джун Хэвер в хорошо принятой музыкальной биографической драме «Сёстры Долли» (1945), ставшей его последним мюзиклом на Fox. В слезливой мелодраме «Сентиментальное путешествие» (1946) с Морин О’Харой он исполнил роль отчима, вынужденного искать контакт с приёмной дочерью после смерти её матери. Хотя в тому времени Пейн был уже звездой, он сыграл небольшую роль в драме «Проснись и мечтай» (1946), появившись в начале и в конце фильма в роли солдата, который, как считалось, пропал без вести. Затем последовала психологическая драма по роману Сомерсета Моэма «Остриё бритвы» (1946) с Джин Тирни и Тайроном Пауэром в главных ролях, где персонаж Пейна был другом главного героя.
Как написала Хэннсберри, «вершиной карьеры Пейна (или, по крайней мере, тем его фильмом, который любят больше всего)» стала рождественская сказка «Чудо на 34-й улице» (1947), в которой актёр сыграл адвоката-идеалиста, который представляет в суде интересы человека (Эдмунд Гвенн), утверждающего, что он Санта-Клаус. Другие главные роли в фильме исполнили Морин О’Хара и маленькая Натали Вуд. Фильм был номинирован на «Оскар», а Гвенн был удостоен «Оскара» за лучшую мужскую роль второго плана. Этот фильм, по словам киноведа Брюса Эдера, «стал в Америке одним из самых популярных и любимых рождественских фильмов всех времён» и фильмом, «по которому Пейна сегодня знает и помнит большинство зрителей».

### Начало независимой карьеры в 1948—1949 годы
Несмотря на свои успехи, Пейн был недоволен своим имиджем красавчика на Fox, и в 1947—1948 годах, по словам самого актёра, «каждую неделю в течение восьми месяцев» искал возможность расторгнуть контракт со студией. Наконец, в 1948 году он ушёл со студии, после чего «изменил свой имидж и свою карьеру почти таким же радикальным образом, как десятилетием ранее это сделал Дик Пауэлл. Он перешёл от образа „красавчика“ в легких мюзиклах к ролям крепких, физически сильных героев в фильмах нуар и в жанровом кино», и, по мнению Эдера, «добился в этом не меньшего успеха, чем Пауэлл». На протяжении последующих 10 лет Пейн переходил от одного экшн-фильма к другому, среди них было много вестернов и фильмов нуар.
Сразу же после выхода из контракта с Fox в 1948 году Пейн сыграл в двух фильмах на Universal Pictures — драме из театральной жизни «Очарование Сэксона» с Робертом Монтгомери и Сьюзен Хэйворд и криминальной драме «Кража», за которыми последовала его первая работа в жанре фильм нуар «Преступный путь» (1949) на независимой студии Benedict Bogeaus Productions . В криминальной мелодраме «Кража» (1948) Пейн сыграл мошенника, который вместе с Дэном Дьюриа пытается обмануть солдатскую вдову (Джоан Колфилд), но затем влюбляется в неё и из-за этого вынужденно вступает в противостояние со своими криминальными боссами. Этот фильм, по словам историка кино Джеффа Майера, «обозначил существенный отход Пейна от легковесной романтической личности к более зрелому, жёсткому экранному образу».
В криминальной драме «Преступный путь» (1949) Пейн удачно сыграл награждённого Серебряной звездой ветерана войны Эдди Райса, который после ранения страдает провалами в памяти и проблемами с психикой. К своему ужасу Эдди обнаруживает, что в своей прошлой жизни, которую он не помнит, он был жестоким преступником, и в Лос-Анджелесе ему жаждут отомстить его обозлённая бывшая жена Нина (Эллен Дрю) и бывший партнёр по преступному бизнесу. В конце концов Эдди побеждает своего врага и воссоединяется с Ниной, намереваясь начать новую жизнь. После выхода на экраны фильм получил преимущественно хорошие отзывы, а один из критиков назвал его «одной из самых кровожадных криминальных мелодрам за долгое время». Однако работа самого Пейна была оценена лишь как удовлетворительная. Джон Л. Скотт в «Лос-Анджелес Таймс» назвал её «достаточно хорошей игрой», а Дари Смит из «Лос-Анджелес дэйли ньюз» написал: «Пейн чувствует себя очень уютно в этой роли, для исполнения которой не требуется ни особого таланта, ни усилий» .

### Сотрудничество со студией Pine-Thomas Productions в 1949—1957 годах
Поработав несколько лет как фрилансер, Пейн подписал выгодный семилетний контракт на серию приключенческих картин с продюсерской фирмой Pine-Thomas Productions, которая создавала фильмы категории В для студии Paramount Pictures. При этом Пейн «дальновидно настоял на том, чтобы права на определённые фильмы с его участием через несколько лет переходили к нему, и на том, чтобы фильмы были обязательно цветными, понимая, что в таком виде они будут представлять большую ценность для телевидения в будущем. В результате со временем это сделало Пейна очень богатым человеком».
Всего за девять лет Пейн сыграл в одиннадцати фильмах компании Pine-Thomas, среди них вестерны «Эль Пасо» (1949), «Орёл и ястреб» (1950), «Проход на Запад» (1951) и «Побеждённый» (1953), а также приключенческие мелодрамы «Капитан Чайна» (1949), «Триполи» (1950) и «Против ветров» (1951). По мнению Хэннсберри, все фильмы Пейна на Pine-Thomas «были шаблонными и довольно заурядными».
В своём первом вестерне «Эль Пасо» (1949) Пейн сыграл роль добропорядочного адвоката с Восточного побережья, который попадает в город Эль Пасо в Техасе, где правят преступность и коррупция. Увидев царящее беззаконие, герой Пейна решает взять правосудие в свои руки, однако останавливается до того, как сам превращается в безжалостного убийцу. Историк кино Ханс Дж. Воллстейн отметил, что это «быстрый и в целом удовлетворительный фильм в ослепительных цветах Cinecolor, который немного отягощает нестабильная игра Гэйл Расселл», однако воздержался от оценки игры Пейна. Вестерн «Орёл и ястреб» (1950) рассказывал о событиях 1863 года, когда армии Севера и Юга направили в Мексику своих агентов с целью предотвратить инспирируемый французами захват Техаса. Назвав картину «рутинной приключенческой мелодрамой», при создании которой продюсеры «значительно меньше интересовались историей, чем нагнетанием экшна», кинообозреватель «Нью-Йорк таймс» Босли Кроутер отметил что актёры «Деннис О’Киф и Пейн демонстрируют грандиозную отвагу в качестве американских шпионов», а Ронда Флеминг дополняет картину в роли «красивой романтической героини».
Приключенческую ленту «Триполи» (1950), действие которой происходит у берегов Триполи в 1805 году, Кроутер оценил иронически, обратив внимание на невероятность показанных исторических событий и шикарность восточных декораций, при этом отметив, что Пейн играет в этом фильме «лихого морпеха со всем самомнением и напускной смелостью парня, который может водрузить флаг на крышу форта». В приключенческом триллере «Против ветров» (1951) Пейн исполнил роль охотника за сокровищами в Новой Гвинее, который после серии увлекательных событий находит самолёт с грузом из золотых слитков, а также свою любовь. Кроутер назвал картину «жалким материалом», тем не менее отметив, что исполнители главных ролей Пейн и Ронда Флеминг «не только красивы, но и отважны, чем доставляют наслаждение».

### Фильмы нуар 1950-х годов
Актёрское мастерство Пейна, по мнению Эдера, «со временем значительно прогрессировало, и в 1950-е годы он смог элегантно переключиться на более серьёзные и требовательные роли». Именно в этот период «он сыграл некоторые из своих лучших ролей в некоторых из самых интересных фильмов всей карьеры». Работая в сотрудничестве с независимым продюсером Эдвардом Смоллом и режиссёром Филом Карлсоном, Пейн исполнил главные роли в двух своих лучших фильмах нуар — «Тайны Канзас-сити» (1952) и «Ривер-стрит, 99» (1953). Обе ленты, как и «Адский остров» 1955 года, по словам историка кино Джеффа Майера, «были жестокими, суровыми фильмами, лишёнными всякой сентиментальности».
Чтобы сыграть главную роль в «Тайнах Канзас-сити», Пейн в 1952 году сделал перерыв в съёмках низкобюджетных фильмов для Pine-Thomas. В этой картине группа бандитов осуществляет удачное ограбление в Канзас-сити, после чего скрывается в Мексике. По подозрению в совершении преступления полиция задерживает невиновного курьера (его играет Пейн), который, выйдя на свободу, начинает розыск и преследование бандитов и в итоге расправляется с ними, по ходу влюбляясь в дочь главного преступника (Колин Грэй). Хотя Босли Кроутер в «Нью-Йорк Таймс» и назвал картину «не содержащим ничего нового полицейским досье на преступный мир», этот напряжённо поставленный фильм стал хитом у публики. Как отметил киновед Натан Сазерн, «на тот момент это была одна из самых беспощадных и жестоких картин, и в этом качестве она сохранила историческую значимость и претендует на культовый статус».
Затем, как отмечает Хэннсберри, «после ещё пары не особенно хороших фильмов для Pine-Thomas, Пейн вернулся в жанр фильм нуар, сыграв в жёсткой криминальной драме „Ривер-стрит, 99“». В этой ленте Пейн исполнил роль постоянно унижаемого женой таксиста и бывшего профессионального боксёра, вступающего в жестокую схватку с убийцами своей жены. По словам Эдера, «в каждом кадре этого фильма Пейн создаёт настолько достоверный и убедительный образ обозлённого бывшего боксёра, что заставляет всех забыть о своих мюзиклах 1940-х годов». Хотя фильм добился быстрого коммерческого успеха, критики не приняли его. В частности, обозреватель «Нью-Йорк Таймс» назвал его «одной из тех безвкусных мелодрам, которые населены отвратительными бандитами, блондинками второй свежести и многочисленными эпизодами, представляющими повседневную жизнь криминального мира».
В 1955—1956 годах Пейн сыграл ещё в двух фильмах нуар подряд — «Адский остров» (1955) и «Оттенок алого» (1956), которые, по мнению Джеффа Майера, «были отличными», как и его предыдущие фильмы в этом жанре. В «Адском острове», который поставил Фил Карлсон для Pine-Thomas, Пейн играет уволенного за пьянство окружного прокурора, который за 5 тысяч долларов берётся найти ценный рубин, предположительно пропавший во время авиакатастрофы. В поисках камня и своей похищенной бывшей невесты герой Пейна оказывается на одном из Карибских островов, где выясняет правду об авиакатастрофе и пропавшем рубине. Критика отвергла картину, в частности, «Нью-Йорк Таймс» назвала её «медленной, очевидной и раздражающей», а обозреватель «Лос-Анджелес Таймс» написал, что Пейн имеет «склонность произносить каждую фразу так, как будто читает Декларацию независимости» .
«Оттенок алого» был поставлен по роману Джеймса М. Кейна и очень выиграл от великолепной операторской работы Джона Олтона в цветах Technicolor. В этой картине Пейн сыграл безжалостного гангстера, который стремится стать главарём преступной организации, контролирующей власть в городе. Одновременно он заводит романы с двумя эффектными огненно-рыжими сёстрами («плохую» сестру играет Арлин Дал, а «хорошую» — Ронда Флеминг), пока вернувшийся из бегов прежний босс «не опустошает свой револьвер в тело Пейна». «Оттенок алого» был встречен критиками немного лучше, чем «Адский остров». По мнению Эдера, это «яркое полотно в пламенеющих цветах Technicolor стало, вероятно, лучшим произведением режиссёра Аллана Дуона в конце его карьеры», хотя, как отметил Кроутер в «Нью-Йорк Таймс», в этом фильме «утомительно много болтовни».

### Другие значимые картины середины 1950-х годов
В середине 1950-х годов Пейн сыграл в нескольких вестернах различного качества. «В Ларамию по рельсам» (1954) с Дэном Дьюриа и Мари Бланчард, по словам Хэннсберри, «был довольно стандартным», однако «Серебряная жила» (1954), «Проход в Санта-Фе» (1955) и «Компаньон Теннесси» (1955) «были значительно интереснее». Эдер также считает, что «Серебряная жила» Алана Дуона «стала самым удачным среди вестернов Пейна». В этом фильме независимой компании Benedict Bogeaus Productions Пейн сыграл Балларда, уважаемого шерифа городка Силвер-Лоуд, которому накануне свадьбы приезжий маршал Маккарти (Дэн Дьюриа) предъявляет обвинение в убийстве и ограблении. Постепенно под влиянием маршала горожане перестают доверять своему шерифу и отворачиваются от него, вынуждая Балларда вступить с Маккарти в смертельную схватку. Историк кино Хэл Эриксон назвал картину «психологическим вестерном выше среднего уровня», который, «как и многие фильмы 1950-х годов на тему „виновности по подозрению“, является завуалированной атакой на маккартизм». Картина «Компаньон Теннесси» по произведению Брета Гарта рассказывает о странной дружбе профессионального игрока (Пейн) и стрелка (Рональд Рейган), которые по очереди выручают друг друга из сложных ситуаций в период золотой лихорадки в Калифорнии. Как отметил Воллстейн, режиссёр фильма Дуон создаёт «живой и красочный приключенческий вестерн со стрельбой и драками, способными удовлетворить поклонников жанра». При этом «Пейн и Рейган поначалу кажутся староватыми для такого энергичного действия, но оба играют с таким лёгким очарованием, что вскоре начинаешь переживать как за самих „ребят“, так и за их необычную дружбу». Наконец, в «высококлассном», по словам Хэннсберри, вестерне «Бунтарь в городе» (1956) с темами мести, раскаяния и примирения Пейн сыграл ветерана Гражданской войны, у которого бандиты убивают маленького сына. Как отметил журнал TV Guide, «фильм основан на хорошем сценарии, хорошо написан и сыгран», показывая «постоянно нарастающий уровень напряжённости и отчаяния в безнадёжной ситуации вплоть до самого финала».
В том же году вышла острая социальная драма «Босс», действие которой происходит в Сент-Луисе после Первой мировой войны. В этом фильме Пейн сыграл героя войны, который благодаря своей безжалостности и беспринципности поднимается до вершин власти в штате. Хотя фильм был очень хорошо принят критиками, он был осуждён американским правительством как «не характерный для американского пути», и неубедительно показал себя в коммерческом плане по причине плохого спроса со стороны прокатчиков. Памятным фильмом Пейна в этот период стала также военная драма «Остановись, ночь» (1956), где он в роли жёсткого и опытного командира на Корейской войне вспоминает о событиях Второй мировой войны. В криминальной драме Андре Де Тота «Скрытый страх» (1957) Пейн сыграл жёсткого американского детектива, который в Дании ведёт расследование убийства, раскрывая банду фальшивомонетчиков во главе с нацистским преступником. По мнению Карен Хэннсберри, этот фильм «был пустой тратой времени», как и драма 1957 года «Аварийный прыжок с высоты 43 000 футов», «значимая только тем, что стала последним фильмом Пейна за время его длительного сотрудничества с фирмой Пайна-Томаса».

### Продюсерская карьера в 1950-е годы
Пейн был первым в Голливуде, кто проявил интерес к экранизации романов о Джеймсе Бонде. В 1955 году он выплачивал в течение пяти месяцев 1000-долларовую опцию на право экранизации романа Иэна Флеминга «Лунный гонщик» из серии про Джеймса Бонда (в конце концов, он отказался от опции, когда понял, что не сможет удержать права на всю серию книг об агенте 007).

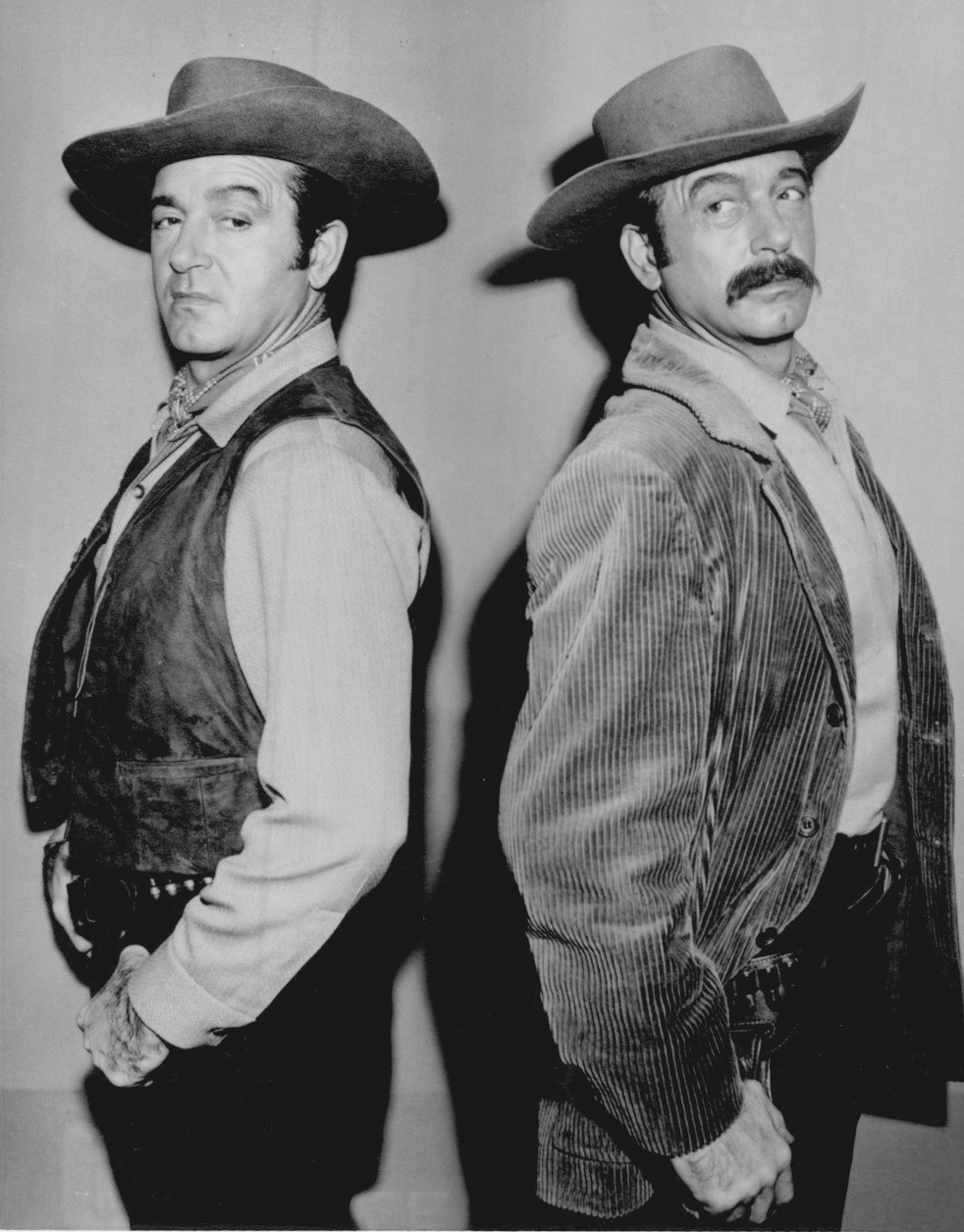
Джон Пейн в двойной роли в эпизоде телесериала «Беспокойное оружие» (1959)

Во второй половине 1950-х годов Пейн создал собственную продюсерскую компанию. Как продюсер он создал на телевидении успешный сериал-вестерн «Беспокойное оружие» (1957—1959), в котором сам сыграл главную роль искусного в стрельбе, умного и общительного ковбоя, блуждающего по просторам Дикого Запада после окончания Гражданской войны (всего вышло 77 эпизодов этого фильма). В свой первый сезон «Беспокойное оружие» входило в десятку самых популярных телесериалов, завершив его на восьмом месте, однако на второй сезон выбыло из числа самых рейтинговых программ. Как написали Брюс и Линда Лейби, «этот сериал относился к лучшим вестернам своего времени. Однако во время второго сезона Пейн устал от каждодневной работы и решил отказаться от третьего сезона».

### Карьера в кино и на телевидении в 1960—1970-е годы
В 1961 году в Нью-Йорке Пейна сбил автомобиль, в результате чего он получил очень тяжелые травмы. Ему потребовалась шестичасовая операция , однако в итоге на лице Пейна остались многочисленные шрамы и швы, и он прекратил появляться на экране почти на целое десятилетие.
В 1968 году Пейн вернулся к работе в кино, сыграв главную роль в своём последнем кинофильме, триллере об ограблении в Лас Вегасе «Они спасали свои жизни» (1968), где он также впервые попробовал себя в качестве одного из режиссёров. После этого Пейн сыграл по одному разу в эпизодах телесериалов «Название игры» (1968), «Дымок из ствола» (1970), «Округ Кейда» (1971) и «Лейтенант Коломбо» (1975) с Питером Фальком и Джанет Ли — эти работы стали последними в его актёрской карьере.

## Актёрское амплуа и оценка творчества
По мнению историка кино Карен Хэннсберри, «у Джона Пейна было всё, чтобы стать кинозвездой — он обладал высоким ростом, крепким телосложением и красивым лицом (которое дополняла пленительная, слегка бесовская улыбка и выделяющаяся ямочка на подбородке) — и помимо всего прочего, он был очень разносторонним актёром, одинаково умелым как в драме, так и в комедии». Тем не менее, Пейн так и не вышел в ряды ведущих актёров своего времени, несмотря на то, что на протяжении своей кинокарьеры многократно был партнёром таких значимых актрис, как Бетти Грейбл, Морин О’Хара и Элис Фэй. По словам Хэннсберри, «Пейн оставил свой след не только в многочисленных успешных мюзиклах студии 20 Century Fox и в цветных вестернах категории В,… но и в жанре фильма нуар, где он был превосходен в создании образов познавших жизнь простых людей» .
Как отметил Брюс Эдер, карьера Джона Пейна прошла через множество разных этапов, при этом «каждый последующий этап обычно затмевал собой предыдущий». Период его работы в 1940-е годы на студии 20th Century Fox «можно назвать фазой мужчины-инженю, когда Пейн представлял собой классический тип молодого и привлекательного героя, который был очень популярен среди кинозрительниц… Потворствуя аудитории, студия часто заставляла его работать в ролях с голым торсом, поскольку у молодых поклонниц он входил в число самых популярных красавчиков 1940-х годов». По словам Джеффа Майера, «его имя в этот период было тесно было связано с шикарными мюзиклами», такими как «Серенада Солнечной долины» (1941), «Весна в Скалистых горах» (1942) и «Привет, Фриско, привет» (1943). Тем не менее, как утверждает Хэннсберри, «актёра по-прежнему помнят сегодня прежде всего по главной роли в неувядающей рождественской классике „Чудо на 34-й улице“ (1947)» .
Экранная карьера Пейна в некоторых смыслах следовала тем же путём, что и у Дика Пауэлла, хотя Пейн и так и не достиг его уровня популярности . Как и Пауэлл, Пейн был певцом и танцором в мюзиклах, а когда в 1950-е годы его внешность «утеряла мальчишеский вид» и приобрела более зрелые черты, переключился на криминальные и экшн-фильмы. Он оставил свой след в мире нуара, сыграв главные роли в пяти фильмах жанра — «Преступный путь» (1949), «Тайны Канзас-сити» (1952), «Ривер-стрит, 99» (1953), «Адский остров» (1955) и «Оттенок алого» (1956) . Как отметил киновед Эндрю Спайсер, «персонажи Пейна имели, как правило, неоднозначный и противоречивый характер». В трёх фильмах Фила Карлсона — «Тайны Канзас-сити» (1952), «Ривер-стрит, 99» (1953) и «Адский остров» (1955) — Пейн сыграл «в целом положительных, но сбившихся с пути крепких парней, которые ведут борьбу со злом, казалось бы, не имея шансов на успех», а в «Оттенке алого» (1956) — «отрицательного персонажа, которому, однако, свойственны благородные порывы» .

## Личная жизнь
В 1938 году Пейн женился на актрисе Энн Ширли, и в 1940 году у них родилась дочь Джули Энн, однако в 1943 году пара развелась . Впоследствии Джули Энн вышла замуж за известного сценариста и режиссёра Роберта Тауна, и в 1978 году у пары родилась дочь Кэтрин Таун, также ставшая актрисой.
В 1944 году Пейн женился на 18-летней певице и актрисе Глории Дехейвен. В течение трёх лет у них родилось трое детей — Кэтлин, Хоуп и Томас. Проблемы в семейной жизни возникли, когда Глория стала настаивать на продолжении своей актёрской карьеры. Пара несколько раз расходилась и вновь сходилась, окончательно они развелись в 1950 году.
В 1953 году Пейн женился в третий и последний раз на художнице Александре Крауэлл Кертис, с которой прожил до самой смерти.
Пейн умер 6 декабря 1989 года в своём доме в Малибу от сердечной недостаточности.

## Фильмография

### Кинофильмы
| Год  | Русское название                 | Оригинальное название        | Роль                               |
| ---- | -------------------------------- | ---------------------------- | ---------------------------------- |
| 1936 | Додсворт                         | Dodsworth                    | Гарри МакКи                        |
| 1937 | Честное предупреждение           | Fair Warning                 | Джим Престон                       |
| 1937 | Снимите шляпы                    | Hats Off                     | Джимми Максвелл                    |
| 1937 | Любовь на тосте                  | Love on Toast                | Билл Адамс                         |
| 1938 | Школа свинга                     | College Swing                | Мартин Бейтс                       |
| 1938 | Лунный сад                       | Garden of the Moon           | Дон Винсенте                       |
| 1939 | Кид Найтингейл                   | Kid Nightingale              | Стив Нельсон, он же Кид Найтингейл |
| 1939 | Крылья морпехов                  | Wings of the Navy            | Джерри Харрингтон                  |
| 1939 | Гоночный трек Индианаполиса      | Indianapolis Speedway        | Эдди Грир                          |
| 1939 | Королевское родео                | The Royal Rodeo              | Билл Стивенс                       |
| 1940 | Звёздная пыль                    | Star Dust                    | Амбруаз Филлмор, он же Бад Борден  |
| 1940 | Мериленд                         | Maryland                     | Ли Дэнфилд                         |
| 1940 | Король Лимберджеков              | King of the Lumberjacks      | Джеймс «Джим»/«Слим» Эбботт        |
| 1940 | Выдающийся профиль               | The Great Profile            | Ричард Ленсинг                     |
| 1940 | Отряд слезоточивого газа         | Tear Gas Squad               | Сержант Билл Моррисси              |
| 1940 | Тин Пэн элли                     | Tin Pan Alley                | Франсис Алоизиум «Скитс» Хэрриган  |
| 1941 | Великая американская трансляция  | The Great American Broadcast | Рикс Мартин                        |
| 1941 | Серенада Солнечной долины        | Sun Valley Serenade          | Тед Скотт                          |
| 1941 | Уик-энд в Гаване                 | Week-End in Havana           | Джей Уильямс                       |
| 1941 | Помни тот день                   | Remember the Day             | Дэн Хопкинс                        |
| 1942 | К берегам Триполи                | To the Shores of Tripoli     | Крис Винтерс                       |
| 1942 | Серенада в огнях рампы           | Footlight Serenade           | Уильям Джей «Билл» Смит            |
| 1942 | Весна в Скалистых горах          | Springtime in the Rockies    | Дэн Кристи                         |
| 1942 | Исландия                         | Iceland                      | Капитан Джеймс Мёрфин              |
| 1943 | Привет, Фриско, привет           | Hello, Frisco, Hello         | Джонни Корнелл                     |
| 1945 | Сёстры Долли                     | The Dolly Sisters            | Гарри Фокс                         |
| 1946 | Проснись и мечтай                | Wake Up and Dream            | Джефф Кейрн                        |
| 1946 | Сентиментальное путешествие      | Sentimental Journey          | Уильям О. Уэзерли                  |
| 1946 | Остриё бритвы                    | The Razor’s Edge             | Грэй Мэтьюрин                      |
| 1947 | Чудо на 34-й улице               | Miracle on 34th Street       | Фред Гэйли                         |
| 1947 | Кража                            | Larceny                      | Рик Мэксон                         |
| 1948 | Очарование Сэксона               | The Saxon Charm              | Эрик Бач                           |
| 1949 | Преступный путь                  | The Crooked Way              | Эдди Райс, он же Эдди Риккарди     |
| 1949 | Капитан Чайна                    | Captain China                | Чарльз С. Чинноу / Капитан Чайна   |
| 1949 | Эль Пасо                         | El Paso                      | Клэй Флетчер                       |
| 1950 | Триполи                          | Tripoli                      | Лейтенант Пресли O’Бэннон          |
| 1950 | Орёл и ястреб                    | The Eagle and the Hawk       | Капитан Тодд Кройден               |
| 1951 | Проход на Запад                  | Passage West                 | Пит Блэк                           |
| 1951 | Встречные ветра                  | Crosswinds                   | Стив Синглтон                      |
| 1952 | Тайны Канзас-сити                | Kansas City Confidential     | Джо Рольф/Питер Харрис             |
| 1952 | Карибы                           | Caribbean                    | Дик Линзи/Роберт МакАллистер       |
| 1952 | Пылающий лес                     | The Blazing Forest           | Келли Хансен                       |
| 1953 | Побеждённый                      | The Vanquished               | Роквелл (Рок) Грейсон              |
| 1953 | Захватчики семи морей            | Raiders of Seven Seas        | Барбаросса                         |
| 1953 | Ривер-стрит, 99                  | 99 River Street              | Эрни Дрисколл                      |
| 1954 | Серебряная жила                  | Silver Lode                  | Дэн Баллард                        |
| 1954 | В Ларамию по рельсам             | Rails Into Laramie           | Джефферсон Хардер                  |
| 1955 | Проход в Санта Фе                | Santa Fe Passage             | Кирби Рэндолф                      |
| 1955 | Дорога в Денвер                  | The Road to Denver           | Билл Мэйхью                        |
| 1955 | Компаньон Теннеси                | Tennessee’s Partner          | Теннеси                            |
| 1955 | Адский остров                    | Hell’s Island                | Майк Кормак                        |
| 1956 | Оттенок алого                    | Slightly Scarlet             | Бен Грейс                          |
| 1956 | Отступи, ночь                    | Hold Back the Night          | Капитан Сэм МкКензи                |
| 1956 | Босс                             | The Boss                     | Мэтт Брейди                        |
| 1956 | Бунтарь в городе                 | Rebel in Town                | Джон Уиллоуби                      |
| 1957 | Скрытый страх                    | Hidden Fear                  | Майк Брент                         |
| 1957 | Аварийный прыжок с высоты 43,000 | Bailout at 43,000            | Майор Пол Питерсон                 |
| 1960 | Океан О’Коннера                  | O’Conner’s Ocean             | Том О’Коннер                       |
| 1968 | Они спасали свои жизни           | They Ran for Their Lives     | Боб Мартин                         |

### Телесериалы
| Год       | Русское название               | Оригинальное название      | Количество эпизодов с участием Пейна |
| --------- | ------------------------------ | -------------------------- | ------------------------------------ |
| 1949      | Театр «Сильвер»                | The Silver Theatre         | 1                                    |
| 1950      | Театр «Нэш Эйрфлайт»           | Nash Airflyte Theatre      | 1                                    |
| 1952      | Ревю четырёх звёзд             | Four Star Revue            | 1                                    |
| 1953      | Роберт Монтгомери представляет | Robert Montgomery Presents | 1                                    |
| 1954      | Лучшее на Бродвее              | The Best of Broadway       | 1                                    |
| 1956      | Студия 57                      | Studio 57                  | 1                                    |
| 1956      | Театр Зейна Грея               | Zane Grey Theater          | 1                                    |
| 1951-1957 | Звёздный театр «Шлитц»         | Schlitz Playhouse of Stars | 3                                    |
| 1957-1959 | Беспокойное оружие             | The Restless Gun           | 78                                   |
| 1955-1962 | Театр «Дженерал электрик»      | General Electric Theater   | 2                                    |
| 1962      | Шоу Дика Пауэлла               | The Dick Powell Show       | 1                                    |
| 1968      | Наименование игры              | The Name of the Game       | 1                                    |
| 1970      | Дымок из ствола                | Gunsmoke                   | 1                                    |
| 1971      | Округ Кэйда                    | Cade’s County              | 1                                    |
| 1975      | Лейтенант Коломбо              | Columbo                    | 1                                    |